# Arthur Schlageter
Arthur Schlageter (geboren am 11. Dezember 1883 in der Gemeinde Clarens, Montreux; gestorben am 30. Oktober 1963 in Lausanne) war ein Schweizer Bildhauer und Maler.

## Leben und Werk

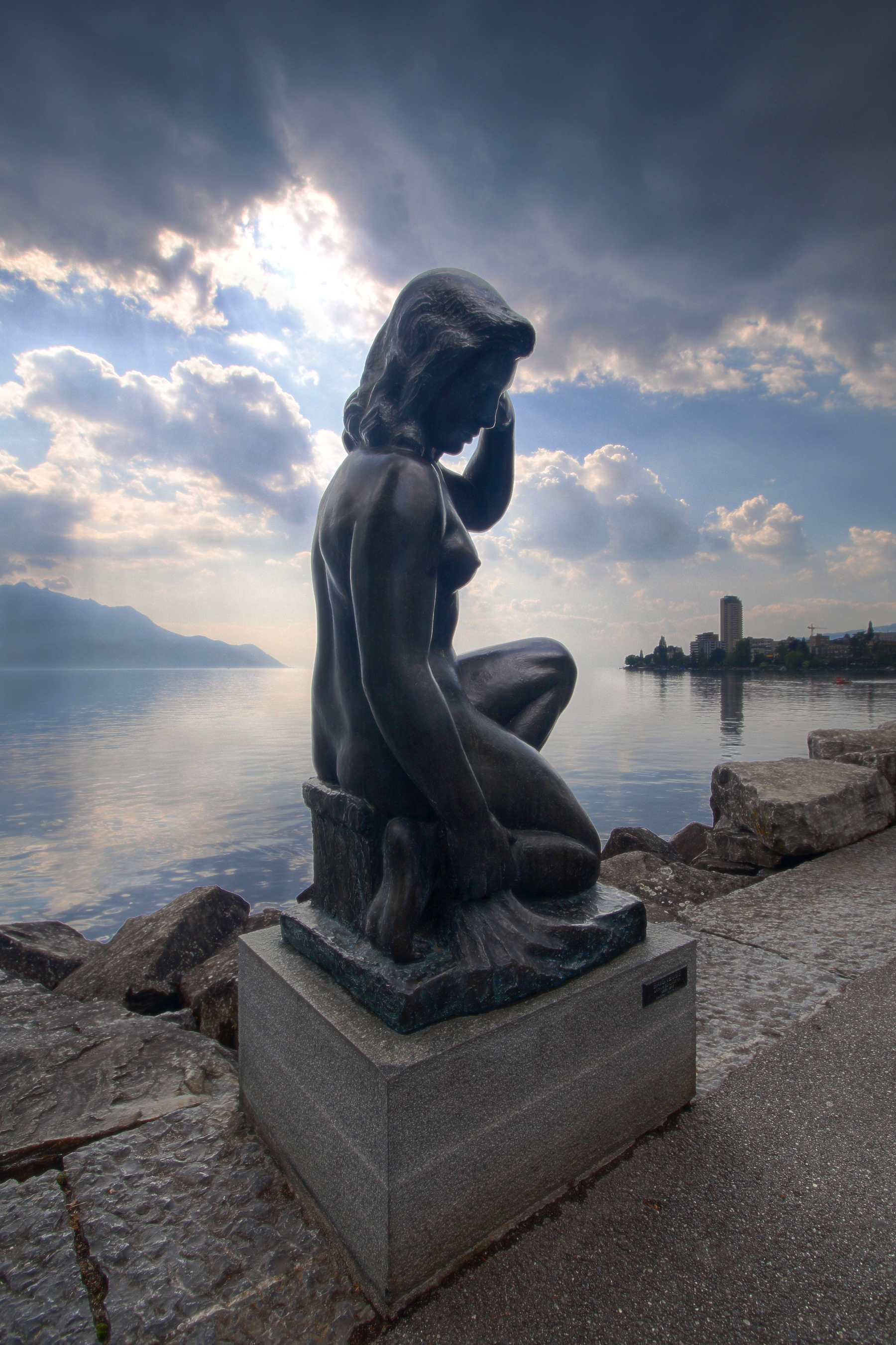
Baigneuse, Territet, Schweiz

Arthur Schlageters Eltern waren Gärtner in Clarens. Er war der zweite Sohn und hatte fünf Schwestern und zwei Brüder. Schon in jungen Jahren entwickelte er eine Leidenschaft für die Steinmetzarbeiten und schuf im Alter von 14 Jahren als erstes Werk einen Faun.
Nach dem Schulabschluss erlernte er das Steinmetzhandwerk beim Steinmetz Rossier, einem Marmorbildhauer in Vevey. Anschliessend studierte er an der École des Beaux-Arts in Genf, gleichzeitig mit Édouard-Marcel Sandoz. Später bat Sandoz seinen Freund Schlageter, das plastische Werk Der geflügelte Bulle in der Kirche Saint-Luc am Pontaise in Lausanne zu signieren.
1903 erhielt Schlageter ein Bundesstipendium und unternahm mehrere Studienreisen nach Paris, Rom, Florenz und München. Er war an monumentalen Werken beteiligt, wie der Fassade des Rathauses von Roubaix, dem Giebel des Theaters von Denain, der des Kunst- und Geschichtsmuseums in Genf. In Genf eröffnete er um 1912 seine eigene Bildhauerwerkstatt. Er heiratete im selben Jahr.

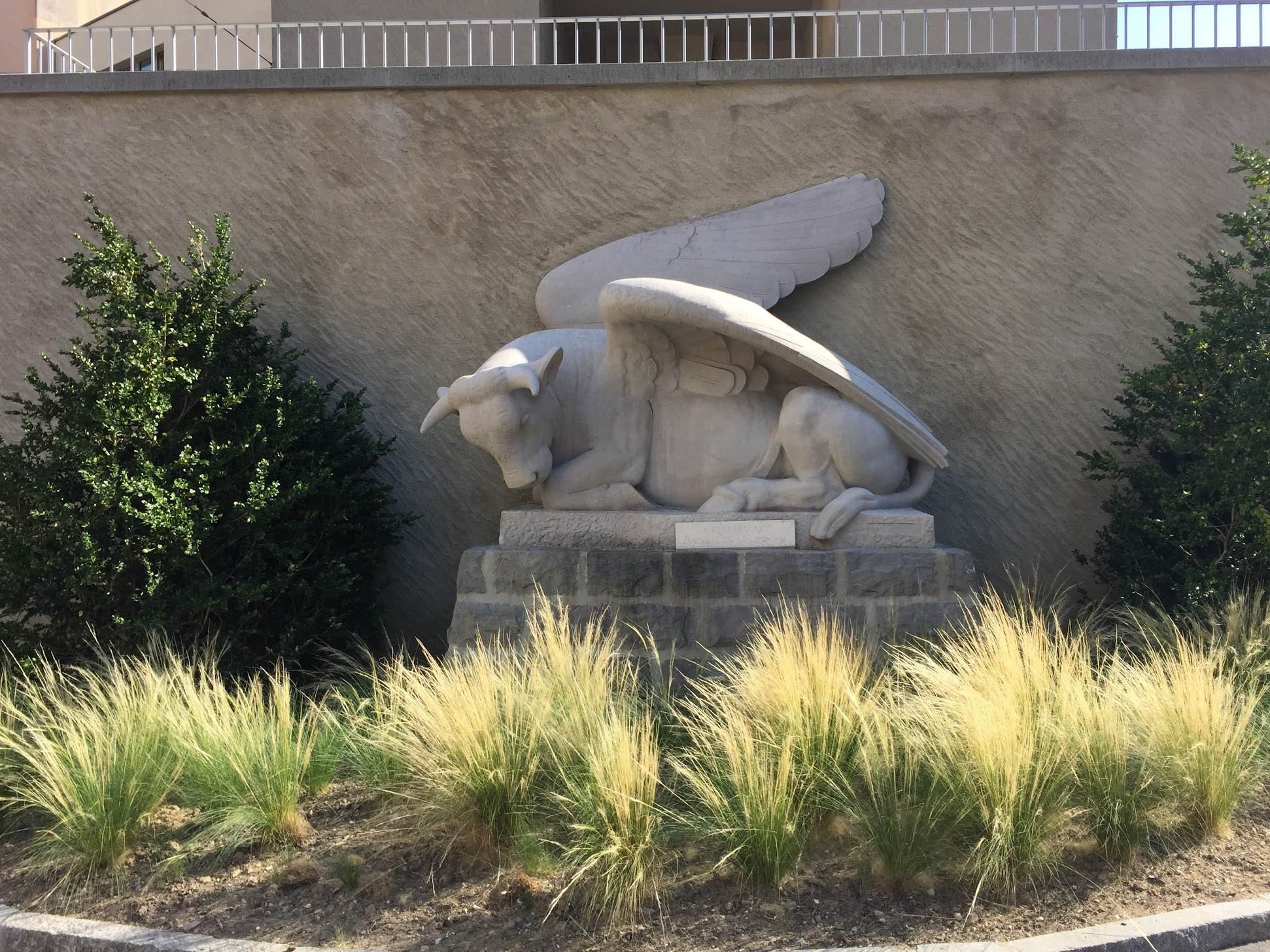
Taureau ailé de Saint Luc in Lausanne

Im Ersten Weltkrieg wurde Schlageter ins Militär eingezogen. Nachdem seiner Rückkehr war Schlageter aus finanziellen Gründen gezwungen, sein Atelier aufzugeben, da er nicht in der Lage war, die Mietkosten zu zahlen, weshalb er auch verklagt wurde. Um Mitglied der Gesellschaft Schweizerischer Maler, Bildhauer und Architekten (GSMBA) zu werden, musste man damals ausschliesslich von seiner Kunst leben können, und es war kaum möglich, an einem Wettbewerb oder einer Landesausstellung teilzunehmen, ohne Mitglied dieser Gesellschaft zu sein.
Nach Kriegsende musste Schlageter, wie viele junge Künstler, sein Geld als ausführender Mitarbeiter von Bildhauern verdienen. Nebenbei schuf er eigene Werke. 1911 wurde er Mitglied der GSMBA und nahm an mehreren Gemeinschaftsausstellungen auf lokaler und nationaler Ebene teil.
Ab den 1930er Jahren begann Schlageter, in Lausanne und im Kanton Waadt bekannt zu werden, wo er Aufträge erhielt. In dieser Zeit schuf er eine Reihe von Werken, die sich mit der Schönheit der Frauen und der Jugend beschäftigen: Flore (Garten von Brillancourt), Femme à l’avion (Rongimel-Platz), l’Offrande (Promenade de Derrière-Bourg), Diane et la Biche (ESC), Basreliefs für die Kollegien von Montoie, Bellevaux, Croix-d’Ouchy und Pully. Als geschickter Zeichner und versierter Modellbauer bewies er auch in den vielen Zeichnungen, Porträts und Gemälden seine Vorliebe für Harmonie.
Im Dezember 1984 schrieb J.-P. Chuard in einem Artikel: «Schlageters Werk ist wichtig, vor allem hat er viele Skulpturen direkt in Stein gemeisselt, die von seiner hartnäckigen Suche nach der Nüchternheit und Schönheit der Form zeugen.»

## Einzel- und Gruppenausstellungen (Auswahl)
- 1909: Zürich. Auf Einladung der kantonalen Sektion der GSMBA
- 1922: Musée Jenisch, Vevey
- 1924: Erste Einzelausstellung in den Galeries Saint-François in Lausanne
- 1925: Salon des Indépendants (Messe der Unabhängigen) in Hamburg
- 1928: Kunsthaus, Bern & Zürich
- 1936: Genfer Museum für Kunst und Geschichte, Genf
- 1980: SVBA, Hommage an Arthur Schlageter, Lausanne